# أماندا ديفيس
أماندا ديفيس (بالإنجليزية: Amanda Davis)‏ هي صحفية أمريكية، ولدت في 17 أكتوبر 1955 في سان أنطونيو في الولايات المتحدة، وتوفيت في 27 ديسمبر 2017 في أتلانتا في الولايات المتحدة بسبب سكتة.